# 伊格纳西奥·曼努埃尔·阿尔塔米拉诺

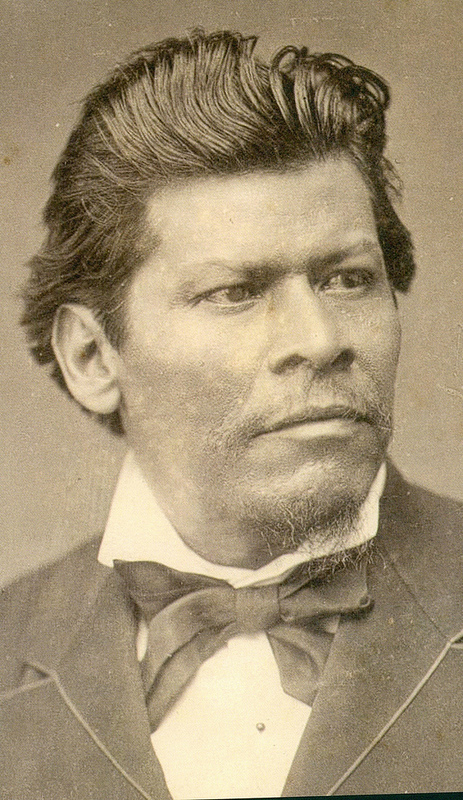
伊格纳西奥·曼努埃尔·阿尔塔米拉诺

伊格纳西奥·曼努埃尔·阿尔塔米拉诺（1834年11月13日 - 1893年2月13日）是墨西哥作家、记者、教师和政治人物。

## 生平
阿尔塔米拉诺生于格雷羅州，他拥有瑪雅人血统。 
阿尔塔米拉诺反对贝尼托·华雷斯，并与贝尼托·华雷斯的政敵结盟。他還创办了多家报纸和杂志。